# 日本鯷
日本鯷（学名：Engraulis japonicus），又名青带小公鱼，俗名鯷、苦蚵仔、鰯仔、片口、鱙仔，又有抽条、离水烂、小銀魚、海蜒等叫法，為輻鰭魚綱鯡形目鯡亞目鳀科鳀属的其中一種鱼类。

## 分布
本魚分布於印度洋非洲东南岸、西太平洋區，包括东至菲律賓、印尼，北达日本、台灣、以及中國沿海等海域。该物种的模式产地在日本。

## 深度
水深0至200公尺。属于温水性中上层鱼类。

## 特徵
本魚體延長至眼後方。眼長成圓筒狀。吻突出，以利濾食浮游生物。腹緣鈍圓而無稜鱗。背鰭具軟條14至15枚；臀鰭起於背鰭基部後之下方，具軟條16至18枚；尾鰭叉型。臀鰭短，其起點在背鰭起點以後。胸鰭無游離及延長之鰭條。體背成藍色，腹面銀白色。體側具有一青黑色縱寬帶。體長可達18公分。

## 生態
本魚在冬季大批洄游南下於沿海產卵，屬季節洄游性魚類。以濾食浮游生物，主要是以橈腳類及海洋生物之卵為主。

## 經濟利用
食用魚，亦可作活餌。新鮮時可清蒸，但味較腥，肉易爛，故通常曬成魚乾、炒辣椒，是下酒小菜。